# Stazione di Guntershausen
La stazione di Guntershausen (in tedesco Bahnhof Guntershausen) è una stazione ferroviaria nella frazione di Guntershausen bei Aadorf del comune svizzero di Aadorf sulla linea San Gallo-Winterthur.

## Storia
La stazione fu attivata nel 1927.

## Strutture e impianti
La stazione dispone di due binari dotati di marciapiede per il servizio passeggeri. È accessibile tramite un sottopassaggio dalla banchina ad isola tra i due binari.

## Movimento
La stazione è servita da treni a cadenza semioraria sulla relazione Winterthur - Wil SG, con alcuni treni prolungati fino a Brugg AG (linee S12 e S35 della rete celere di Zurigo). Sono presenti inoltre alcuni treni sulla linea notturna SN21 Winterthur - San Gallo, per i quali Guntershausen è una fermata a richiesta.

## Servizi
Nella stazione sono presenti:
- Biglietteria automatica[1]

È presente un parcheggio per biciclette.

## Interscambi
- Fermata autobus[1]